# Cyclosternum palomeranum
Cyclosternum palomeranum is een spinnensoort in de taxonomische indeling van de vogelspinnen (Theraphosidae).
Het dier behoort tot het geslacht Cyclosternum. De wetenschappelijke naam van de soort werd voor het eerst geldig gepubliceerd in 2000 door West.